# مارتشيلو ملبيغي
مارتشيللو ملبيغي (1628-1694)، طبيب وعالم بيولوجيا إيطالي، يُعتبر أحد أكثر الشخصيات تأثيراً في تاريخ الطب ويُشار إليه عادةً باسم «أبو التشريح المجهري وعلم الأنسج والأجنة وعلم وظائف الأعضاء»، ومازال اسمه يُطلق على العديد من الحالات الطبية والمصطلحات التشريحية والفيزيولوجيَّة مثل: جسيمات مالبيكي وأهرامات مالبيكي في الكليتين، أجسام مالبيكي في الطحال إشارةً إلى العقد اللمفاوية الطحالية، وأطلق اسمه أيضاً على عائلة مالبيكا النباتية، يعود إليه الفضل أيضاً في اكتشاف الحلقة المفقودة في الدورة الدموية «الشعيرات الدموية» التي تصل بين الشرايين والأوردة والتي استعصت على ويليام هارفي مكتشف الدورة الدموية، وكان أيضاً من أوائل الذين درسوا كريات الدم الحمراء تحت المجهر ووصف الخثرات الدموية والفرق بين الدم الشريان المؤكسج الموجود في الجانب الأيسر من القلب والدم الوريدي غير المؤكسج الموجود في الجانب الأيمن من القلب وكلُّ ذلك ساهم في فهم تكوين الدم عند الإنسان ووظيفته وآلية عمله.
كما درس مالبيكي تشريح الرئتين ووظيفتها باستخدام المجهر، ودرس تشريح الدماغ واعتقد أنَّه أحد الغدد الصماء في الجسم بسبب الهرمونات والنواقل العصبية الكيميائية التي ينتجها.
لم تقتصر دراسات مالبيكي وأبحاثه على الإنسان بل شملت النباتات والحيوانات أيضاً، وساهم بشكلٍ كبير في الدراسة العلميَّة لكليهما، لاحقاً نشرت الجمعية الملكية في لندن مجلدين من أعماله عن الحيوانات والنباتات في أعوام 1675 و1679 وطبعةً أخرى عام 1687.

## حياته المُبكِّرة
ولد مالبيكي في 10 مارس 1628 قرب بولونيا في إيطاليا، لعائلة ثريَّة ودخل جامعة بولونيا وهو بعمر 17 عاماً The son of well-to-do parents, Malpighi was educated in his native city, entering the جامعة بولونيا at the age of 17.، درس اللغة والفلسفة والفيزياء في البداية ولاحقاً حصل على الدكتوراه في الطب والفلسفة عام 1635، وتخرَّج كطبيب وهو بعمر 25 عاماً، تمَّ تعيينه كمُدرِّس في الجامعة بعد ذلك وكرَّس نفسه لمزيد من الدراسة والتعمُّق في التشريح، وخلال معظم حياته المهنيَّة أبدى اهتماماً كبيراً بالتدريس والبحث العلمي، في عام 1667 دعاه هنري أولدنبورغ للتواصل مع الجمعية الملكيَّة وأصبح عضواً فيها في العام التالي.
في عام 1656 دعاه فرديناند الثاني من توسكانا لتولي منصب أستاذ الطب النظري في جامعة بيزا، وهناك لمع نجمه وجمعته علاقات وثيقة مع عدد كبير من الأطباء، تساءل مالبيكي عن طرق التدريس المُتَّبعة في جامعة بيزا والتعاليم الطبية السائدة فيها، فدعم التجربة وحاول إعادة صياغة المواضيع التشريحية والفيزيولوجية من جديد، ولكنَّ مشكلات عائلية وضعف صحته أجبراه على العودة إلى جامعة بولونيا عام 1659، وهناك استمرَّ في التدريس وإجراء الأبحاث والتجارب باستخدام المجاهر، وفي عام 1661 اكتشف ووصف الأوعية الشعريَّة الصغيرة التي تربط بين الشرايين والأوردة وهي الحلقة المفقودة في نظرية ويليام هارفي عن الدورة الدموية ويعتبر اكتشافه هذا واحداً من أهم الاكتشافات الرئيسية في تاريخ الطب وأكثرها تأثيراً.

## المهنة
بعد وفاة والديه عام 1653 ترك مالبيكي عائلته وعاد لتدريس التشريح في جامعة بولونيا ثمَّ أصبح أستاذاً للفلسفة في جامعة بيزا عام 1656، رفض مالبيكي الطريقة التقليدية في تدريس الطب واعتمد على أساليب أكثر تجريبيَّة، وفي هذا السياق كتب العديد من المقالات والأبحاث ضد مدرسة جالينوس التي كانت تسيطر على الطب الأوروبي في ذلك الوقت، بعد ذلك عاد لجامعة بولونيا مرةً أخرى لدراسة التشريح وتدريسه واكتشف العديد من البنى التشريحية الجديدة في جسم الإنسان ووصفها بشكلٍ دقيق، هذه الاكتشافات خلقت نزاعات كبيرة بينه وبين أطباء وأساتذة ذلك العصر.
في عام 1663 تقاعد مالبيكي من الحياة الجامعية واستقرَّ في إحدى القرى الصغيرة قرب بولونيا، ومارس هناك الطب بالإضافة لتجارب متنوعة على النباتات والحيوانات ونشر ملاحظاته في عدة كتب، وفي نهاية عام 1666 قبل الدعوة التي وُجِّهت إليه للعودة للتدريس في جامعة ميسينا، ورغم ذلك فقد استمرَّ بالعودة طوال حياته إلى بولونيا لممارسة الطب وهي المدينة التي أقامت نصب تذكاري له بعد وفاته.
تلقَّى مالبيكي رسالةً من السير أولدنبورغ من الجمعية الملكية في لندن داعياً إياه لمراسلة الجمعيَّة، وردَّاً على ذلك أرسل مالبيكي عدة مخطوطات إلى الجمعيَّة منها «تشريح النباتات» و «دودة الحرير» وأصبح عضواً في الجمعية الملكية عام 1669، لاحقاً أرسل إلى السير أولدنبورغ يخبره فيه عن اكتشافاته التشريحيَّة الأخيرة المتعلِّقة بالرئتين والطحال والخصيتين والدماغ، هذا الاكتشافات أدت لخلاف كبير بين مالبيكي وبين جمهور الأطباء المؤيدين بشدة لأفكار جالينوس ويعارضون جميع الاكتشافات الجديدة، تفاقمت هذه الخلافات فيما بعد حتى أنَّ البابا إنوسنت الثاني عشر استدعاه من بولونيا إلى روما عام 1691 ردَّاً على أفكاره الجديدة التي ينشرها.

## الأبحاث
بعمر الثامنة والثلاثين وبعد سجل أكاديمي رائع قرَّر مالبيكي تخصيص وقت فراغه للدراسات والأبحاث التشريحيَّة، على الرغم من أنَّه قام بالعديد من الدراسات من خلال تشريح جثث البشر والحيوانات ولكنَّ أهم أعماله تحقَّقت عن طريق استخدام المجهر لدراسة العينات التشريحية، وبفضل هذه الدراسات ما زالت العديد من البنى التشريحية في جسم الإنسان تحمل اسم مالبيكي.
اخترع صانع العدسات الهولندي فان ليفنهوك المجهر الأول في بداية القرن السابع عشر وقام غاليليو باختراع مجهر أحدث وأفضل عام 1609، ولكنَّ استغلال هذا الاختراع الجديد واستثماره بشكل فعلي في الطب لم يحدث إلا على يد روبرت هوك ومارتشيللو مالبيكي، خلال عمله على الضفادع واستقراء تشريح الجسم البشري درس مالبيكي بنية الرئة التي كان يُعتقد سابقاً أنَّها عبارةً عن نسيج متجانس من اللحم فقط، ومن خلال أبحاثه استطاع تفسير آلية عمل الرئتين عند البشر بكلِّ دقة [9]، واستخدم المجهر أيضاً لدراسة الجلد والكليتين والكبد، وعندما درس تشريح جلد شخص أسود تحت المجهر استنتج أنَّ اللون الأسود مرتبط بطبقة خاصة توجد تحت الجلد.
بالإضافة لإنجازاته في التشريح كان لمالبيكي أبحاث هامة في علم النبات، فقام بعمل رسومات تفصيليَّة لأجزاء النباتات المختلفة وخصوصاً الأزهار، وتتبَّع تطور أعضاء النبات ونشر في عام 1679 مجلَّداً يحتوي على مجموعة كبيرة من الصور المرسومة بدقة وإتقان للنباتات [10]، وتكريماً لجهوده في هذا المضمار قام العالم السويدي الكبير لينيوس بتسمية جنس المالبيكا نسبةً له، ومن الخرافات التي ساهم مالبيكي بدحضها أيضاً الاعتقاد السائد في ذلك الوقت أنَّ الحشرات تولد من الأشجار وبدلاً من ذلك قال بأنَّ الحشرات تولد من البيوض التي تمَّ وضعها مُسبقاً ضمن الأشجار [4]، وساهم أيضاً في فهم وتوضيح طريقة تكاثر الحيوانات والنباتات من خلال أبحاثه المتنوعة وكلُّ ذلك ساعد في تغيير العديد من وجهات النظر الفلسفيَّة المُتعلِّقة بمواضيع الوجود والولادة والموت والتكوُّن وغيرها.
دُفن مالبيكي في كنيسة سانت غريغور سيرو في بولونيا، ومازال ضريحه ونصبه التذكاري موجوداً فيها لليوم مع نقش لاتيني يقول: هنا يرقد مارتشيللو مالبيكي، عبقريَّة عظيمة وحياة صادقة وعقل عنيد ومبدع وشغف جريء بالطب.

## روابط خارجية
- مارتشيلو ملبيغي على موقع الموسوعة البريطانية (الإنجليزية)
- مارتشيلو ملبيغي على موقع إن إن دي بي (الإنجليزية)